# خوان كارلوس مانسيك
خوان كارلوس مانسيك (2 مارس 1943 في الأوروغواي - 23 فبراير 2021)، هو لاعب كرة قدم أوروغوياني سابق كان يلعب كمدافع. سبق له أن لعب في كأس العالم لكرة القدم مع منتخب بلاده.

## المسيرة الاحترافية

### أندية لعب لها
- ناسيونال مونتيفيديو
- جيمناسيا لابلاتا
- نيويورك كوسموس (1970–85)
- نادي أونيفرسيداد كاتوليكا

## روابط خارجية
- خوان كارلوس مانسيك على موقع الاتحاد الدولي (مؤرشف)  (الإنجليزية)
- خوان كارلوس مانسيك على موقع الاتحاد الأوربي (الإنجليزية)
- خوان كارلوس مانسيك على موقع قاعدة بيانات كرة القدم.إي يو (الإنجليزية)
- خوان كارلوس مانسيك على موقع ناشيونال فوتبول تيمز (الإنجليزية)
- خوان كارلوس مانسيك على موقع Soccerway.com (الإنجليزية)